# トム・キャノン
トーマス・クリストファー・キャノン（Thomas Christopher Cannon 、2002年12月28日 - ）は、イングランド・エイントリー出身のプロサッカー選手。シェフィールド・ユナイテッドFC所属。ポジションはフォワード。

## 経歴
10歳からエヴァートンの下部組織に所属し、2021年3月10日に2年間のプロ初契約を締結。
2022年8月には契約をさらに2025年までに延長した。
2022年11月8日、EFLカップのボーンマス戦にて初のトップチームデビュー。
12日の同じくボーンマス戦にてプレミアリーグデビューを果たした。
2023年1月10日、プレストン・ノースエンドFCに期限付き移籍し、14日のノリッジ戦にてデビューを果たした。
2月25日、ウィガン戦にて初ゴールを決めた。
2023年9月1日、レスター・シティFCへ5年契約での完全移籍が決まった。
12月9日、プリマス・アーガイルFC戦にてクラブデビューを果たした。
2024年1月1日、ハダースフィールド戦にて初得点を含む2得点を挙げ勝利に貢献した。
2024年8月31日、ストーク・シティFCに期限付き移籍。
2025年1月23日、4年半契約でシェフィールド・ユナイテッドFCへ完全移籍。

## 代表経歴
2024年5月28日、ポルトガル代表との親善試合でA代表初出場。

## 個人成績
2025年2月1日現在
| 所属クラブ              | シーズン | リーグ             | リーグ | リーグ | FAカップ | FAカップ | EFLカップ | EFLカップ | その他 | その他 | 合計 | 合計 |
| 所属クラブ              | シーズン | ディビジョン       | 出場   | 得点   | 出場     | 得点     | 出場      | 得点      | 出場   | 得点   | 出場 | 得点 |
| ----------------------- | -------- | ------------------ | ------ | ------ | -------- | -------- | --------- | --------- | ------ | ------ | ---- | ---- |
| エヴァートン            | 2021-22  | プレミアリーグ     | —      | —      | —        | —        | —         | —         | 2      | 0      | 2    | 0    |
| エヴァートン            | 2022-23  | プレミアリーグ     | 2      | 0      | 0        | 0        | 1         | 0         | 5      | 5      | 8    | 5    |
| エヴァートン            | 2023-24  | プレミアリーグ     | 1      | 0      | 0        | 0        | 0         | 0         | —      | —      | 1    | 0    |
| エヴァートン            | 合計     | 合計               | 3      | 0      | 0        | 0        | 1         | 0         | 7      | 5      | 11   | 5    |
| プレストン (loan)       | 2022-23  | チャンピオンシップ | 20     | 8      | 1        | 0        | —         | —         | —      | —      | 21   | 8    |
| レスター・シティ        | 2023-24  | チャンピオンシップ | 13     | 2      | 3        | 1        | 0         | 0         | —      | —      | 16   | 3    |
| レスター・シティ        | 2024-25  | プレミアリーグ     | 0      | 0      | 0        | 0        | 0         | 0         | —      | —      | 0    | 0    |
| レスター・シティ        | 合計     | 合計               | 13     | 2      | 3        | 1        | 0         | 0         | 0      | 0      | 16   | 3    |
| ストーク・シティ (loan) | 2024-25  | チャンピオンシップ | 22     | 9      | 1        | 1        | 2         | 1         | —      | —      | 25   | 11   |
| シェフィールド・U       | 2024-25  | チャンピオンシップ | 1      | 0      | 0        | 0        | —         | —         | —      | —      | 1    | 0    |
| 通算                    | 通算     | 通算               | 58     | 19     | 5        | 2        | 3         | 1         | 7      | 5      | 73   | 27   |

1. 1 2  EFLトロフィーへの出場

### 代表
2025年2月1日現在
| 代表国       | 年   | 出場 | 得点 |
| ------------ | ---- | ---- | ---- |
| アイルランド | 2024 | 2    | 0    |
| 通算         | 通算 | 2    | 0    |

## タイトル
レスター・シティ
- EFLチャンピオンシップ：2023-24